# Lernanthropinus trachuri
Lernanthropinus trachuri is een eenoogkreeftjessoort uit de familie van de Lernanthropidae. De wetenschappelijke naam van de soort is voor het eerst geldig gepubliceerd in 1903 door Brian.